# Прихована камера
Прихована камера або шпигунська камера —  це відеокамера, яка використовується для зйомки людей без їх відома. Вона може бути прихованою в отворах або щілинах у стіні, або може бути замаскована під якийсь предмет, наприклад в картину, статуетку, настінний або цифровий годинник, зарядний пристрій, детектор диму, горщик для рослин або навіть в м'яку іграшку. Вони стали популярними для домашнього відеоспостереження, також їх можна використовувати в комерційних або промислових цілях як камери безпеки. Найчастіше їх виявляють в орендовану житлі через Airbnb.

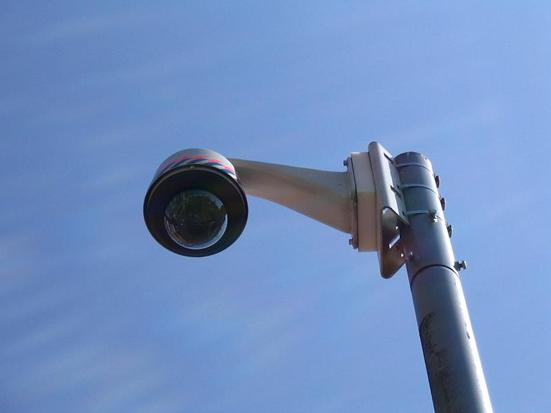
Прихована камера, вмонтована у вуличне освітлення

## Види
Прихована шпигунська камера може бути дротовою або бездротовою. У першому випадку вона буде підключена до телевізора, відеомагнітофона або цифрового відеомагнітофона (DVR), а бездротова прихована камера може передавати відеосигнал на приймач у невеликому радіусі (до кількох сотень метрів) або по Wi-Fi через мобільний додаток. В результаті широкого розповсюдження та зниження вартості електронних пристроїв приховані камери знаходять все більше застосування.

## Випадки знаходження
- 22-річна мандрівниця була в Швейцарії зі своєю подругою. Дівчата виявили мобільний телефон під раковиною у ванній кімнаті в орендованому через Airbnb приміщенні.[1]
- Журналісту здалося дивним, що в орендованому через Airbnb приміщенні в спальні був детектор руху і вуаля: виявилося, що це IP-камера, підключена до мережі (він з'їхав в 3 години ночі, повідомив на підтримку і отримав відшкодування).[2]
- Пара, яка прилетіла в Тайвань, виявила пристрої запису в пожежних датчиках. Чжан Чжень, одного з гостей, насторожило червоне світло датчиків, і він перевірив їх. Виявилося, всередині були встановлені камери, що знімають кімнату і ванну.[3]
- Пара, яка приїхала до Торонто на відпочинок і використовувала послуги сервісу Airbnb, виявила приховану камеру у будильник на тумбочці. При цьому камера була спрямована прямо на ліжко.[4]
- Гість Airbnb Джеффрі Бигхем знайшов одразу дві камери в орендованому приміщенні. «Я був шокований і одразу ж вимкнув їх від мережі», — написав у своєму блозі Бигхэм.[5] Подивившись умови оренди ще раз, він побачив, що камери були згадані, але були описані як камери біля входу. Насправді одна з них розташовувалася в кутку вітальні. Причому цю камеру було видно на знімках квартири, але її маленький розмір заважав зрозуміти, що це. В умовах оренди було згадано, що зовні є камери, але внутрішнє спостереження взагалі не згадувалося.  До його розчарування, коли він зв'язався з Airbnb, щоб поскаржитися, компанія заявила, що фотографії, що демонструє пристрій у вітальні, достатньо для попередження орендарів.